# Mahamat Déby Itno
Mahamat ibn Idriss Déby Itno (ur. 4 kwietnia 1984 w Ndżamenie) – czadyjski polityk i wojskowy w stopniu generała majora, syn byłego prezydenta Czadu Idrissa Déby'ego, w latach 2021–2022 przewodniczący Tymczasowej Rady Wojskowej (wykonujący obowiązki głowy państwa), od 2022 prezydent Czadu i lider Patriotycznego Ruchu Ocalenia.

## Życiorys
Kształcił się w czadyjskich szkołach wojskowych, a następnie został wysłany na 1,5 roczną naukę w liceum wojskowym we francuskim Aix-en-Provence. Po powrocie i promocji oficerskiej rozpoczął służbę w Służbie Bezpieczeństwa Instytucji Państwowych (SERS) jako zastępca dowódcy zgrupowania. Chrzest bojowy przeszedł w kwietniu 2006 roku, kiedy to rebelianci zaatakowali stolicę Czadu, a następnie wraz z generałem Abu Bakrem al-Saidem wziął udział w bitwie na wschodzie kraju. Po promocji na majora dowodził siłami rządowymi w bitwie pod Am-Dam. Po tej wygranej został mianowany dowódcą wojsk pancernych oraz SERS. W styczniu 2013 roku został mianowany zastępcą dowódcy Czadyjskich Sił Specjalnych. 22 lutego poprowadził armię przeciwko rebeliantom w górach Adrar al-Ifoghas w północnym Mali i był jednym z dowódców wojsk francusko-czadyjskich podczas bitwy pod al-Ifoghas.
Po śmierci prezydenta Idrissa Déby’ego z rąk FACT 20 kwietnia 2021, rozwiązano czadyjski parlament oraz ustanowiono 15-osobową Tymczasową Radę Wojskową, która na okres 18 miesięcy przejęła władzę w kraju. Rada zniosła konstytucję Czadu, mianując Mahamata Déby’ego Itno dowódcą sił zbrojnych i głową państwa. 10 października 2022 został zaprzysiężony na stanowisku prezydenta Czadu.
W 2023 roku po zamachu stanu w Nigrze spotkał się w celu dokonania mediacji (osobno) z obalonym prezydentem Mohamedem Bazoumem i stojącym na czele Narodowej Rady Obrony Ojczyzny Abdourahamanem Tchiani.
13 stycznia 2024 Déby został kandydatem Patriotycznego Ruchu Ocalenia w wyborach prezydenckich. 9 maja 2024 został ogłoszony zwycięzcą wyborów przez Narodową Agencję Zarządzania Wyborami (ANGE), według której zdobył 61,3% głosów. 23 maja 2024 Déby złożył przysięgę i rozpoczął 5-letnią kadencję na stanowisku prezydenta.